# Črtomir
Črtomir je moško osebno ime.

## Različice imena
Črt, Črto, Črtomira

## Izvor imena
Ime Črtomir je slovenskega izvora in sicer je zloženo iz besed črt in mir. V slovenščini je sedaj beseda črt starinska beseda, ki pomeni »sovraštvo, mržnja«.

## Pogostost imena
Leta 1994 je bilo po podatkih iz knjige Leksikon imen Janeza Kebra v Sloveniji 211 nosilcev imena Črtomir.
Po podatkih Statističnega urada Republike Slovenije je bilo na dan 31. decembra 2007 v Sloveniji število moških oseb z imenom Črtomir: 244. Med vsemi moškimi imeni pa je ime Črtomir po pogostosti uporabe uvrščeno na 390. mesto.

## Osebni praznik
V koledarju je Črtomir pripisan k imenu Malomij (bretonski menih iz 7.stoletja), ki god peznjuje 15. novembra.

## Zanimivost
Črtomir je glavni junak Prešernove pesnitve Krst pri Savici.